# Moshe Gammer
Moshe Gammer (hebräisch משה גמר; geb. 24. September 1950; gest. 16. April 2013) war ein israelischer Historiker. Seine Schwerpunkte lagen auf der Geschichte Zentralasiens und des Kaukasus im 19. und 20. Jahrhundert. Er gilt als prominentester Experte für die zaristische Eroberung des Kaukasus.

## Leben und Werk
Moshe Gammer wurde 1950 in der damaligen Sowjetunion geboren. Er emigrierte 1960 nach Israel und studierte zunächst an der Universität Tel Aviv. Von 1983 bis 1989 studierte er an der London School of Economics and Political Science und promovierte bei Elie Kedourie mit einer Dissertation über „Shamil und der muslimische Widerstand gegen die russische Eroberung des Nordostkaukasus“. Bis zu seinem Tod war er Professor an der Abteilung für Geschichte des Mittleren Ostens und Afrikas der Universität Tel Aviv.
In seiner akademischen und publizistischen Tätigkeit behandelte Gammer hauptsächlich die Geschichte des tschetschenischen und dagestanischen Widerstandes gegen die russische Kolonisation sowie die Ausbreitung von Sufi-Orden im gesamten Kaukasus. Sein Artikel „Der Beginn der Naqschbandīya in Dagestan und die russische Eroberung des Kaukasus“ erschien 1994 in der Fachzeitschrift Die Welt des Islams. Ein Artikel über „Die Qādirīya im Nordkaukasus“ wurde 2000 im Journal of the History of Sufism veröffentlicht.
Gammer organisierte regelmäßig wissenschaftliche Konferenzen in Israel, den USA und der EU über die Geschichte und Kultur des Nordkaukasus, insbesondere Dagestans. Nach einer mehrmonatigen Krankheit verstarb er am 16. April 2013 überraschend und wurde in Petach Tikwa beigesetzt. Er war verheiratet und hatte eine Tochter.

## Publikationen (Auswahl)
- Muslim Resistance to the Tsar: Shamil and the Conquest of Chechnia and Daghestan. Cass, London 1994, ISBN 0-7146-3431-X.
- ‘Proconsul of the Caucasus’: a Re-examination of Yermolov. In: Social Evolution & History. Band 2, Nr. 2, März 2003, S. 177–194 (Online).
- The Lone Wolf and the Bear. Three Centuries of Chechen Defiance of Russian Rule. Hurst, London 2006, ISBN 1-85065-743-2.
- als Herausgeber mit David J. Wasserstein: Daghestan and the world of Islam (= Suomalaisen Tiedeakatemian toimituksia. Humaniora. 330). Academia Scientiarum Fennica, Helsinki 2006, ISBN 951-41-0945-7.
  - Ergänzung dazu: als Herausgeber: Islam and Sufism in Daghestan (= Suomalaisen Tiedeakatemian toimituksia. Humaniora. 352). Academia Scientiarum Fennica, Helsinki 2009, ISBN 978-951-41-1023-8.
- als Herausgeber: Ethno-Nationalism, Islam and the State in the Caucasus. Post-Soviet Disorder (= Central Asian Studies Series. 9). Routledge, London u. a. 2008, ISBN 978-0-415-42345-8.
- als Herausgeber mit Ingeborg Baldauf, Thomas Loy: Bukharan Jews in the 20th Century. History, Experience and Narration (= Iran – Turan. 9). Reichert, Wiesbaden 2008, ISBN 978-3-89500-638-8.
- Empire and Mountains: The Case of Russia and the Caucasus. In: Social Evolution & History. Band 12, Nr. 2, September 2013, S. 120–142 (Online).
- Separatism in the Northern Caucasus. In: Caucasus Survey. Band 1, Nr. 2, 2014, S. 37–47 (Online).